# Storkobb (Kökar, Åland)
Storkobb är ett skär i Åland (Finland). Det ligger i Skärgårdshavet och i kommunen Kökar i landskapet Åland, i den sydvästra delen av landet. Ön ligger omkring 60 kilometer sydöst om Mariehamn och omkring 230 kilometer väster om Helsingfors.
Öns area är 1,2 hektar och dess största längd är 210 meter i nord-sydlig riktning. Trakten är glest befolkad. Närmaste större samhälle är Kökar, 8,0 km norr om Storkobb.